# HR 8799 e
HR 8799 e es un gran exoplaneta, que orbita la estrella HR 8799, que se encuentra a 128 años luz de la Tierra. Este gigante de gas es de entre 5 y 13 veces la masa de Júpiter, el mayor planeta de nuestro sistema solar. Los cuatro planetas en el sistema de HR 8799 son grandes en comparación con todos los gigantes de gas en el sistema solar.

## Descripción
HR 8799 e es el cuarto planeta orbitando HR 8799. Es un gigante de gas, de color rojo, y está bastante cerca de su estrella, situada justo entre las órbitas de los Saturno  y Urano en nuestro sistema solar. Todavía ninguna  luna ha sido descubierta por los astrónomos pero si el planeta es algo como los gigantes gaseosos de nuestro sistema solar, es probable que los tenga.[cita requerida]
HR 8799 e es el planeta más interior a medida que orbita más cerca de su estrella que los otros tres planetas en este sistema planetario. Este planeta orbita a una distancia estimada de 14,5 UA sobre la base de la relación entre la separación angular determinado por las observaciones de imagen directa y de la distancia de la estrella de la Tierra. El período estimado de este planeta si la órbita es de frente es de unos 50 años.

## Descubrimiento
El Consejo Nacional de Investigación del Instituto Herzberg de Astrofísica descubrió el planeta el 1 de noviembre de 2010, mientras que echaba un vistazo más de cerca al sistema de HR 8799 y publicaron sus resultados tres semanas después. Las observaciones se realizaron en el observatorio W. M. Keck durante las  temporadas del 2009 y 2010, en las bandas K y L. El planeta desconcierta a los científicos porque está tan cerca de su estrella.